# Silnik wielopaliwowy

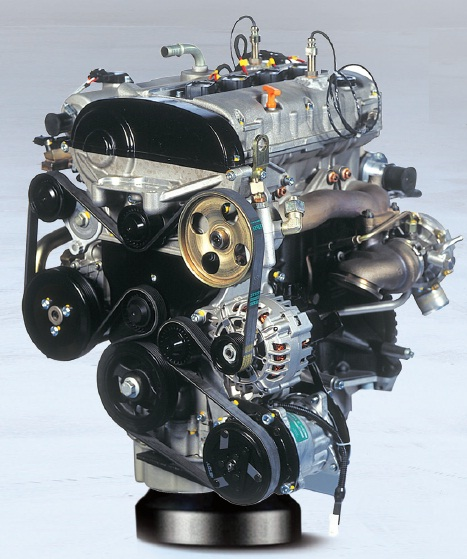
Czterocylindrowy silnik wielopaliwowy IKCO EF7

Silnik wielopaliwowy – silnik spalinowy, który może prawidłowo pracować będąc zasilanym różnymi rodzajami paliw płynnych, głównie benzyną i olejem napędowym, ale także m.in. paliwem lotniczym.

## Opis
Są to silniki o zapłonie samoczynnym. Zmiany w konstrukcji silnika są związane przede wszystkim z koniecznością zmniejszenia dużego kąta opóźnienia samozapłonu dla paliw wysokoprężnych. Uzyskuje się to przez podwyższenie temperatury powietrza pod koniec suwu sprężania. Głównym środkiem prowadzącym do tego celu jest podwyższenie stopnia sprężania w stosunku do silników typowo zasilanych tylko olejem napędowym. Silniki wielopaliwowe zasilane olejem napędowym lub paliwami pokrewnymi wykazują niemal identyczną moc i sprawność. Największym problemem tego typu silników jest rozruch w niskiej temperaturze, w szczególności przy zastosowaniu benzyny oraz ich praca z małym obciążeniem. W celu uruchomienia zimnego silnika wymagają one stosowania odpowiedniego urządzenia podgrzewającego. Silniki te stosowane są głównie w pojazdach wojskowych, np. czołgach.
Silniki tej konstrukcji pozwalają na wykorzystanie ok. 75% składników ropy naftowej, gdy tradycyjne silniki wykorzystują ok. 50-55%.
Silnikami wielopaliwowymi są również silniki benzynowe przystosowane do współpracy z instalacją gazową.